# Gereformeerde kerk (Rijswijk)
De gereformeerde kerk of De Wijnstok en De Rank is een kerkgebouw in Rijswijk in de gemeente Altena in de Nederlandse provincie Noord-Brabant. Het kerkgebouw staat aan de Rijswijksesteeg 7, evenals aan de Gherstkamp.
Op ongeveer 500 meter naar het oosten staat de voormalige gereformeerde kerk en op ongeveer 250 meter naar het noordoosten staat de hervormde kerk.
De benaming van het kerkgebouw verwijst naar de woorden die Jezus uitspreekt in Bijbelboek Johannes 15:5: "Ik ben de Wijnstok, jullie de ranken."

## Geschiedenis
Reeds voor 1842 werden er in een schuur aan de Burgstraat in Giessen samenkomsten gehouden, maar deze waren illegaal.
Op 16 oktober 1842 werd de kerkenraad bevestigd en werd de gereformeerde gemeente geïnstitueerd.
Rond 1850 werd er een kerkgebouw in Giessen betrokken die voor het laatst op 12 januari 1931 werd gebruikt.
Op 16 januari 1931 werd er een nieuw kerkgebouw in gebruik genomen aan de Maasdijk in Rijswijk.
In 1978 was het kerkje aan de Maasdijk te klein geworden. Men kocht hierop het voormalige gemeentehuis te Rijswijk dat men als nieuw kerkgebouw inrichtte.
In 2024 fuseerden de Gereformeerden met die van Andel. De kerk kwam buiten gebruik maar zou worden gebruikt door de Christengemeente Altena. Doordeweeks is het kerkgebouw in gebruik als multifunctioneel centrum voor verenigingen, prikpost, thuiszorg en dergelijke.

## Opbouw
Het bakstenen kerkgebouw is een eenvoudige zaalkerk. Op het dak bevindt zich een klein torentje.